# لهجة أبو زيد آبادي
أبو زيد آبادي، تُعرف (بالفارسية: ابوزیدآبادی)، وهي إحدى اللهجات المحكية بين سكان منطقة كاشان، وتنتشر تحديداً في قرية أبو زيد آباد والقرى المجاورة لها. تنتمي هذه اللهجة إلى عائلة اللهجات الفارسية المركزية، مما يعكس تراثاً لغوياً مميزاً في المنطقة.